# Ruth Maria Mestre i Mestre
Ruth Maria Mestre i Mestre (Oliva, Valencia, 7 de agosto de 1971) es una jurista española y profesora titular del departamento de Filosofía del Derecho en la Facultad de Derecho de la Universidad de Valencia. Forma parte del Instituto de Derechos Humanos de la Universidad de Valencia y de la European Network of Legal Experts in the field of Gender Equality.

## Trayectoria profesional
En 1994, se graduó en Derecho Público en la Universidad de Valencia. A continuación, en 1995, cursó el Máster en Teoría del Derecho en la Academia Europea de Teoría del Derecho de Bruselas y, en 1998, el Máster en Sociología del Derecho en el Instituto Internacional de Sociología Jurídica de Oñate. Finalmente, en septiembre de 2001, se doctoró en Derecho por la Universidad de Valencia con la tesis Feminismos, derecho e inmigración: una crítica feminista al derecho de extranjería, por la que recibió el premio extraordinario de doctorado que otorga esta universidad.
Ruth Mestre es profesora titular e investigadora de Filosofía del derecho en la Facultad de Derecho de la Universidad de Valencia desde 2007. Por otro lado, ha impartido docencia en el Máster en igualdad de hombres y mujeres de la Universidad del País Vasco, en el Máster en Género y Políticas de Igualdad y el Máster en Derechos Humanos, Democracia y Justicia Internacional de la Universidad de Valencia y, además, en diversos cursos de postgrado en derechos humanos de distintas universidades.
Actualmente, es coordinadora general de la Clínica Jurídica por la Justicia Social de la Universidad de Valencia y vicepresidenta de la European Network of Clinical Legal Education.
A escala europea, entre los años 2003 y 2004, disfrutó de una Marie Curie Fellowship concedida por la Comisión Europea en el Centre for Research in Ethnic Relations de la University of Warwick, en el Reino Unido. Durante este periodo, estudió las leyes de extranjería de los diferentes países europeos desde una perspectiva feminista, centrándose especialmente en las inmigrantes que se dedican al trabajo sexual.
También ha colaborado en dos proyectos DAPHNE-EURONET impulsados por la Comisión Europea contra la mutilación genital femenina: en 2003, hizo su aportación al programa Evaluating the impact of legislation to female genital mutilation y, en 2006, al proyecto Planes de acción para prevenir y erradicar las mutilaciones genitales femeninas en Europa. Recientemente, coordinó junto con Sara Johnsdotter el informe Female Genital Mutilation in Europe: An analysis of court cases.
Mestre ha defendido esta postura en diversidad de conferencias y charlas en diferentes centros e instituciones. Dos ejemplos serían la conferencia sobre Tráfico y migraciones autónomas de las mujeres para la industria del sexo en el Curso de Derechos Humanos de la UPV y el debate Acuerdos y desacuerdos del feminismo sobre prostitución en la Nave de la Universidad de Valencia donde defendió la posición regulacionista o pro-derechos frente a la abolicionista Ana de Miguel, docente de la Universidad Rey Juan Carlos de Madrid.

## Obra académica
A lo largo de su trayectoria profesional ha publicado tanto libros como artículos en revistas especializadas, así como ha participado en colaboraciones y ha dirigido proyectos colaborativos. De toda su obra publicada podemos destacar:
- La caixa de Pandora: introducció a la teoria feminista del dret, Universidad de Valencia (2006).[16]
- "Vínculo social y trabajo hoy (o porqué las inmigrantes no trabajan)" en la revista Cuadernos electrónicos de filosofía del derecho (nº 2, 1999).[17]
- "Trabajadoras migrantes y negociación de la igualdad en lo doméstico" en la revista Cuadernos de geografía (nº 72, 2002).[17]
- "Mutilación Genital Femenina" en la revista Cuadernos electrónicos de filosofía del derecho (nº 17, 2008).[17]
- "La ciudadanía de las mujeres" en la revista Anales de la Cátedra Francisco Suárez (nº 45, 2011).[17]
- "La protección de los derechos sociales por el Tribunal Europeo de Derechos Humanos" en la revista Cuadernos electrónicos de filosofía del derecho (nº 33, 2016).[18]